# Caisse de la dette publique
Pour les articles homonymes, voir CDP.
La Caisse de la dette publique (CDP) est un établissement public administratif français créée par l’article 32 de la loi de finances rectificative pour 1986, modifiée par l’article 125 de la loi de finances pour 2003 (loi n° 2002-1575 du 30 décembre 2002) et qui a pour objet de soutenir sur les marchés financiers la qualité de la signature de l’État. Elle est l'héritière d'autres caisses envisagées ou créées dans le même but. Un conseil d'administration présidé par le Directeur général du Trésor arrête les orientations stratégiques de la Caisse. Les services de l'Agence France Trésor sont mis à disposition de la Caisse autant que de besoin. 

## Historique
La pensée de la création d'une caisse d'amortissement destinée à éteindre la dette publique se trouve déjà dans le Testament politique de Richelieu : après avoir mené une politique d'emprunt via le système des rentes constituées, il souligne l'urgence de mettre en place un « fonds extraordinaire permettant un amortissement rapide » de celles-ci. Il précise que l'accroissement du service de la dette publique tue à long terme le revenu issu des impôts et tailles. Il prenait exemple sur le surintendant des Finances d'Henri IV, le duc de Sully, qui entre 1597 et 1610, remboursa près de 100 millions d'intérêts de rentes constituées, tout en modérant le niveau d'imposition. 
La Caisse des emprunts créée par Jean-Baptiste Colbert, si elle prévoyait un amortissement sur 10 à 30 ans, a été débordée par l'Extraordinaire qui comptabilisait au passif de faramineuses dépenses engendrées par la guerre de Succession d'Espagne. Robert Walpole introduisit cette institution en Angleterre. 
Les années 1715-1725 voient, de son côté, la France en prise avec une énorme dette évaluée à la mort de Louis XIV à près de 3 milliards de livres tournois. Le service de cette dette se montant à 780 millions, les marchés financiers, à cette époque, ne suivent pas et la banqueroute est effective en 1720. De façon arbitraire, notamment par le biais de l'opération du visa, l’État divise cette dette de moitié, et une première caisse d'amortissement est créée par le financier Joseph Pâris en 1725 : l’État peut de nouveau honorer le service de sa dette, ce qui veut dire qu'il peut émettre à nouveau des emprunts et que ceux-ci vont trouver preneur sur le marché, notamment à l'étranger, la confiance étant restaurée.
Après de nombreuses tentatives, le ministre Machault en fit adopter le plan pour la France, en 1749 ; mais l'exécution fut ajournée jusqu'en 1764, quand le banquier Jean-Joseph de Laborde tente de créer une caisse qui est liquidée en 1769. 
L'organisation de l'amortissement de la dette publique, quoique modifiée en 1784 et 1799, n'était pas satisfaisante : ni la convocation des états généraux qui entraînèrent la suspension de tout remboursement, ni les réformes libérales introduites sous le Directoire ne permirent l’amortissement correct de la dette. 
Une loi du 27 novembre 1799 (6 frimaire an VIII), créé la Caisse de garantie et d'amortissement. Elle est placée sous la direction de Mollien. 
La loi du 28 avril 1816 sépara la Caisse d'amortissement de la Caisse des dépôts et consignations ; la première fut destinée uniquement au rachat de la dette publique et placée sous la surveillance d'une commission nommée en partie par le pouvoir législatif, en partie par le pouvoir exécutif. Une nouvelle loi, celle du 25 mars 1817, doubla la dotation de la caisse d'amortissement.
Le 7 août 1926 est instituée par Raymond Poincaré une nouvelle caisse d'amortissement, récupérant les bénéfices de la SEITA (régie des tabacs), dont le nom varie au fil des années : « Caisse autonome de gestion des bons de la défense nationale et d'amortissement de la dette publique », puis « Caisse autonome de gestion des bons de la défense nationale, d'exploitation industrielle des tabacs et allumettes et d'amortissement de la dette publique ».
En 1986, elle devient la Caisse autonome d'amortissement de la dette publique (CADEP) et finalement en 2003, par sa fusion avec le fonds de soutien des rentes, la Caisse de la dette publique (CDP).

### Sources
- La caisse d'amortissement aux archives du ministère des Finances
- Dictionnaire historique des institutions, mœurs et coutumes de la France, Adolphe Chéruel (1809-1891) — Paris, 1899 (domaine public)